# Armel de Lorme
Armel de Lorme (né un 14 juillet) est un journaliste, historien du cinéma, critique de cinéma, auteur dramatique, réalisateur, éditeur, programmateur de cinéma et photographe français.

## Biographie
Armel de Lorme est notamment l'auteur d'une Encyclopédie des longs métrages de fiction produits et/ou tournés en France entre 1929 et 1979, ainsi que d'une somme en deux volumes consacrée aux interprètes de Sacha Guitry à l'écran et d'une étude exhaustive consacrée aux réalisations de Sacha Guitry (courts & longs-métrages et adaptations par des tiers).
Depuis 2020, son activité éditoriale est essentiellement axée sur un double inventaire détaillé de la production cinématographique française des Années 1920 (cinq volumes parus) et de la production cinématographique française des Années 1930 (deux volumes parus).
Armel de Lorme est en outre l'auteur de plusieurs pièces de théâtre et adaptations pour la scène de textes préexistants. Il est également, depuis octobre 2018, l'initiateur, chef de projet et directeur artistique de la revue pluriculturelle en ligne Beauties and Beasts (Le Beau dans tous ses états).

## Filmographie (réalisateur)
- 2006 : Nathalie Nattier (la plus belle fille du monde), coréalisé avec Gauthier Fages de Bouteiller, documentaire, 52 min, avec Nathalie Nattier.
- 2006 : Cours Solange Sicard, coréalisé avec Gauthier Fages de Bouteiller, avec Nicolas Bataille, Paul Bisciglia, Jean-Pierre Mocky, Jean Pommier, et la participation de Nathalie Nattier.
- 2007 : 72/50, coréalisé avec Gauthier Fages de Bouteiller, documentaire expérimental, 60 min, avec Anne Alexandre, Catherine Aymerie, Odette Barrois, Nicolas Bataille, Françoise Bertin, Marcel Cuvelier, Andrée Damant, France Darry, Claude Darvy, Catherine Day, Agnès Debord, Paulette Frantz, Lucienne Hamon, Nicole Huc, Jacqueline Jéhanneuf, Dominique Lacarrière, Danièle Lebrun, Jacques Legré, Josiane Lévêque, Simone Mozet, Jacques Nolot, Guy Pierauld, Pinok et Matho, Jean Pommier, Nell Reymond, Janine Souchon, Isabelle Spade, Jacqueline Staup, etc.
- 2013 : 15 Secondes de Huchette, film expérimental.

## Théâtrographie (auteur)
- 2006 : Bunkermania !, pièce-manifeste en deux actes, régulièrement mise en espace dans le cadre de représentations en appartement et sous forme de happenings théâtraux dans divers cafés et cabarets littéraires.
- 2008 : Des hosties & des hommes (Diptyque gauthique I), comédie dramatique en six actes et deux mouvements, mise en espace par Yvette Caldas au Théâtre de la Huchette (Festival Lire en fête).
- 2011 : Théorème Trotsky (Diptyque gauthique II), drame comique en cinq actes, mis en espace par Gilbert Désveaux et Jean-Marie Besset au Théâtre des 13 Vents (Montpellier).
- 2013 : Fucking Mothers, pièce pour trois actrices en un acte, mise en espace par Sotha (sous le titre Fumeuses) à l'Auditorium de la SACD puis au Théâtre de la Huchette, dans une adaptation immédiatement désavouée par l'auteur ; le texte d'origine s'appuyant sur trois monologues (L'Impossibilité d'une île, La Reine du surgelé et Le Syncrétisme du crabe) refondus depuis en un seul texte, et le rôle principal ayant été créé par Myriam Mézières.
- 2016 : Jamais sans ma fille (homosexuelle), "seul(e) en scène" pour actrice en un acte.

## Théâtrographie (adaptateur)
- 2011 : Mémoires, Mémoires, montage pour actrice et chanteuse effectué d'après l'ouvrage inachevé de Barbara Il était un piano noir... - Mémoires interrompus (Éditions Fayard, 1997) et une sélection d'extraits du répertoire chanté de l'intéressée. (Inédit).
- 2012 : Messages personnels, montage pour acteur réalisé d'après le recueil de textes de Pierre Clémenti Quelques messages personnels (Éditions Il Formichiere, 1973 ; Éditions Gallimard, 2005). (Inédit).

## Publications
- Les Films français des Années Vingt (Inventaire) - Volume I, éd. L'@ide-Mémoire, 2021,  (ISBN 979-1092784213)
- Les Films français des Années Vingt (Inventaire) - Volume II, éd. L'@ide-Mémoire, 2022,  (ISBN 979-1092784237)
- Les Films français des Années Vingt (Inventaire) - Volume III, éd. L'@ide-Mémoire, 2022,  (ISBN 979-1092784244)
- Les Films français des Années Vingt (Inventaire) - Volume IV, éd. L'@ide-Mémoire, 2023,  (ISBN 979-1092784251)
- Les Films français des Années Vingt (Inventaire) - Volume V, éd. L'@ide-Mémoire, 2023,  (ISBN 979-1092784268)
- Trésors du Cinéma français des Années Trente (Raretés, Restaurations, Rééditions) - Volume I, éd. L'@ide-Mémoire, 2020,  (ISBN 979-1092784206)
- Trésors du Cinéma français des Années Trente (Raretés, Restaurations, Rééditions) - Volume II, éd. L'@ide-Mémoire, 2022,  (ISBN 979-1092784220)
- Actrices du Cinéma français 1929~1944 (D'Arletty à Kiki de Montparnasse) (hors collection), éd. L'@ide-Mémoire, 2018 en littérature  (ISBN 979-1092784183)
- L'@ide-Mémoire - Encyclopédie des comédiens français & francophones de cinéma, théâtre & télévision - Volume 1, coordonné par Armel de Lorme, textes de Christophe Bier, Raymond Chirat, Armel de Lorme, Thabory Fernatos, Italo Manzi, Alain Petit et Jean Pieuchot, éd. L'@ide-Mémoire, 2005 (version d'origine), 2006 (version remaniée), Mention spéciale à l'unanimité du Syndicat Français de la Critique de Cinéma 2007[3]  (ISBN 978-2952606509)
- Ceux de chez lui ou Le Cinéma de Sacha Guitry et ses interprètes - Volume 1 : De Pauline Carton à Howard Vernon, coécrit avec Raymond Chirat et Italo Manzi, éd. L'@ide-Mémoire, 2010,  (ISBN 978-2952606530)
- Un Monde fou ou Le Cinéma de Sacha Guitry et ses interprètes - Volume 2 : De Louis de Funès à Louis Gauthier, coécrit avec Raymond Chirat, éd. L'@ide-Mémoire, 2012,  (ISBN 978-2952606578)
- Sacha Guitry – Les Films (Vérités, contrevérités et paradoxes), éd. L'@ide-Mémoire, 2015,  (ISBN 979-1092784107)
- Encyclopédie des longs métrages français de fiction 1929-1979 - Volume 1 : D'À belles dents à L'Ampélopède, éd. L'@ide-Mémoire, 2009[4],  (ISBN 978-2952606516)
- Encyclopédie des longs métrages français de fiction 1929-1979 - Volume 2 : De L'An 01 à Azaïs, éd. L'@ide-Mémoire, 2010,  (ISBN 978-2952606523)
- Encyclopédie des longs métrages français de fiction 1929-1979 - Volume 3 : De B... comme Béatrice au Bluffeur, éd. L'@ide-Mémoire, 2011,  (ISBN 978-2952606547)
- Encyclopédie des longs métrages français de fiction 1929-1979 - Volume 4 : De Bob le Flambeur à Bye Bye Barbara, éd. L'@ide-Mémoire, 2011,  (ISBN 978-2952606554)
- Encyclopédie des longs métrages français de fiction 1929-1979 - Volume 5 : Du C... de Marilyne aux Caves du "Majestic", éd. L'@ide-Mémoire, 2012,  (ISBN 978-2952606561)
- Encyclopédie des longs métrages français de fiction 1929-1979 - Volume 6 : De Ce cher Victor à La Chauve-souris, éd. L'@ide-Mémoire, 2012,  (ISBN 978-2952606585)
- Encyclopédie des longs métrages français de fiction 1929-1979 - Volume 7 : De Check-up à la suédoise à Club privé, éd. L'@ide-Mémoire, 2013,  (ISBN 978-2952606592)
- Encyclopédie des longs métrages français de fiction 1929-1979 - Volume 8 : De Cocagne à Convoi de femmes, éd. L'@ide-Mémoire, 2013,  (ISBN 979-1092784008)
- Encyclopédie des longs métrages français de fiction 1929-1979 - Volume 9 : Des Copains à Cover Girls, éd. L'@ide-Mémoire, 2013,  (ISBN 979-1092784015)
- Encyclopédie des longs métrages français de fiction 1929-1979 - Volume 10 : Du Crabe-Tambour à Cyrano et d'Artagnan, éd. L'@ide-Mémoire, 2014,
- Encyclopédie des longs métrages français de fiction 1929-1979 - Volume 11 : De...D'amour et d'eau fraîche aux Dents longues, éd. L'@ide-Mémoire, 2014,
- Encyclopédie des longs métrages français de fiction 1929-1979 - Volume 12 : De Départ à zéro à La Dévoreuse, éd. L'@ide-Mémoire, 2014  (ISBN 979-1092784053)
- Encyclopédie des longs métrages français de fiction 1929-1979 - Volume 13 : Du Diable au cœur à Dynamite Jack, éd. L'@ide-Mémoire, 2015  (ISBN 979-1092784091)
- Encyclopédie des longs métrages français de fiction 1929-1979 - Volume 15 : De L'Épave à L'Extravagante Théodora, éd. L'@ide-Mémoire, 2016  (ISBN 979-1092784114)
- Encyclopédie des longs métrages français de fiction 1929-1979 - Volume 16 : De F... comme Fairbanks à La Femme spectacle, éd. L'@ide-Mémoire, 2016  (ISBN 979-1092784121)
- Encyclopédie des longs métrages français de fiction 1929-1979 - Volume 17 : De Femmes à Firmin de Saint-Pataclet, éd. L'@ide-Mémoire, 2019  (ISBN 979-1092784190)
- Encyclopédie des longs métrages français de fiction 1929-1979 - Suppléments A~D # 01, éd. L'@ide-Mémoire, 2016 (ISBN 979-1092784138)
- Encyclopédie des longs métrages français de fiction 1929-1979 - Suppléments A~D # 02, éd. L'@ide-Mémoire, 2016  (ISBN 979-1092784145)
- Encyclopédie des longs métrages français de fiction 1929-1979 - Suppléments A~D # 03, éd. L'@ide-Mémoire, 2017  (ISBN 979-1092784152)
- Encyclopédie des longs métrages français de fiction 1929-1979 - Suppléments A~D # 04, éd. L'@ide-Mémoire, 2017  (ISBN 979-1092784169)
- Répertoire général des longs métrages français de fiction 1929-1979 (hors collection), éd. L'@ide-Mémoire, 2017  (ISBN 979-1092784176)
- Dictionnaire des films français pornographiques et érotiques en 16 et 35 mm[5],[6],[7], éd. Serious Publishing, sous la direction de Christophe Bier, coécrit avec Grégory Alexandre, Daniel Brémaud, François Cognard, Serène Delmas, Maxime Delux, Denis Duicq, Gilles Esposito, Dominique Forma, Pierre-Arnaud Jonard, Hervé Joseph Lebrun, Emmanuel Levaufre, Italo Manzi, Patrick Meunier, Alain Minard, Francis Moury, Britt Nini, Frédéric Thibaut et Jacques Zimmer, 2011,  (ISBN 978-2363200013)